# برمجية ريعية
البرمجيَّات الريعيَّة (بالإنجليزية: Careware)‏ هي برمجيَّات ابتكرها شخص أو مجموعة صغيرة مِن الأشخاص، تُوَّزع مجانًا شرط أَن يُقَدِّم المستخدمون تبرعاتٍ إلى مُؤسسةٍ خَيريَّةٍ ما، إذا تابعوا العمل بها بعد تجريبها (قد يُحدِّد مُنشئ البرمجيَّة عادةً الجهة المُتبرع إليها).

## أمثلة

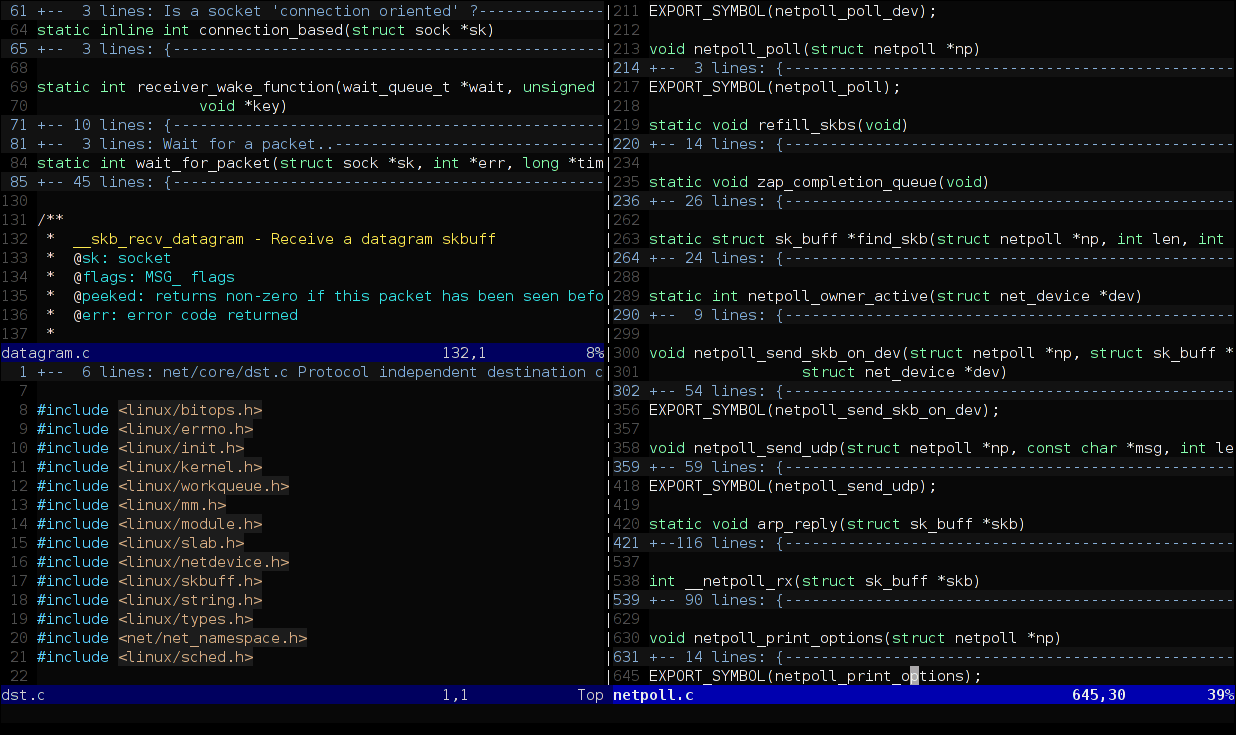
فيم

مِن الأمثلة على البرمجيَّات الريعيَّة، مُحرِّر النصوص «فيم» رُغم أنَّهُ برنامجٌ حُرّ، ولكنَّهُ يتضمن طلبًا من مُؤلفه برام مولينار، للمستخدمين للتبرع إلى مُنظمة آي سي سي سي إف هولاند [الإنجليزية] لأعمال الإغاثة في أوغندا، وبحسب ريتشارد ستولمن، فإنَّ ترخيص البرنامج متوافق مع رُخصة جنو العموميَّة (GPL).